# Врубівська селищна рада (Попаснянський район)
| Врубівська селищна рада — орган місцевого самоврядування у Попаснянському районі Луганської області з адміністративним центром у смт Врубівка. Історична дата утворення: в 1900 році. Водоймища на території, підпорядкованій даній раді: річка Біленька. Селищній раді підпорядковані населені пункти: - смт Врубівка - с-ще Миколаївка - с. Новоіванівка |

## Склад ради
Рада складається з 16 депутатів та голови.

### Керівний склад ради
| ПІБ                       | Основні відомості                                                                      | Дата обрання | Дата звільнення |
| ------------------------- | -------------------------------------------------------------------------------------- | ------------ | --------------- |
| Бойкан Федір Михайлович   | Селищний голова, 1948 року народження, освіта, член Соціалістичної партії України      | 26.03.2006   | 31.10.2010      |
| Бойкан Федір Михайлович   | Селищний голова, 1948 року народження, освіта середня спеціальна, член Партії регіонів | 31.10.2010   | 02.06.2013      |
| Кравець Віктор Михайлович | Селищний голова, 1960 року народження, освіта вища, член Партії регіонів               | 02.06.2013   |                 |

Примітка: таблиця складена за даними джерела